# Natalia Meșcereakova
Natalia Meșcereakova (n. 1 iunie 1972, Moscova, RSFS Rusă, URSS) este o înotătoare rusă, medaliată olimpică. A participat la 2 ediții ale Jocurilor Olimpice (1992, 1996) în care a câștigat o medalie de bronz.